# ドラゴンボールZ2 Super Battle
『ドラゴンボールZ2 SUPER BATTLE』は、バンプレストが1994年に稼動したアーケード用対戦型格闘ゲーム。

## 概要
前年に稼動していた『ドラゴンボールZ』の続編として制作された、アーケード版第2弾。原作の人造人間編に登場するキャラクターが10人使用可能。
キャラクターのグラフィックは前作と比較するとやや小さめになり、ジャンプ動作や超必殺技が導入されたことで従来の格闘ゲームらしいシステムとなった。
特定の技を敵に当てることで地上ステージから空中ステージに吹っ飛ばし、同時に背景が切り替わるシステムは、後にスーパーファミコンで発売される『ドラゴンボールZ HYPER DIMENSION』に引き継がれた。
操作は「弱パンチ」「中パンチ」「弱キック」「中キック」の4ボタンだが、弱パンチ＋中パンチ同時押しで「強パンチ」、弱キック＋中キック同時押しで「強キック」となり実質6ボタンで、『ストリートファイターII』に近い形になった。攻撃ボタン4つ同時押しで超必殺技の発動に必要な「気」を溜める。双方の通常攻撃がぶつかることで「オートバトル」（いわゆるつばぜり合い）が発生し、連打数の多い方が攻撃権を得る。
なお、前作を含め家庭用ゲーム機への移植は一切されていない。

## 登場人物
孫悟空（声優：野沢雅子）
孫悟飯（声優：野沢雅子）
ピッコロ（声優：古川登志夫）
ベジータ（声優：堀川りょう）
トランクス（声優：草尾毅）
ミスター・サタン（声優：郷里大輔）
人造人間16号（声優：緑川光）
人造人間18号（声優：伊藤美紀）
人造人間20号（声優：矢田耕司）
セル（声優：若本規夫）